# St. Peter und Paul (Sielenbach)

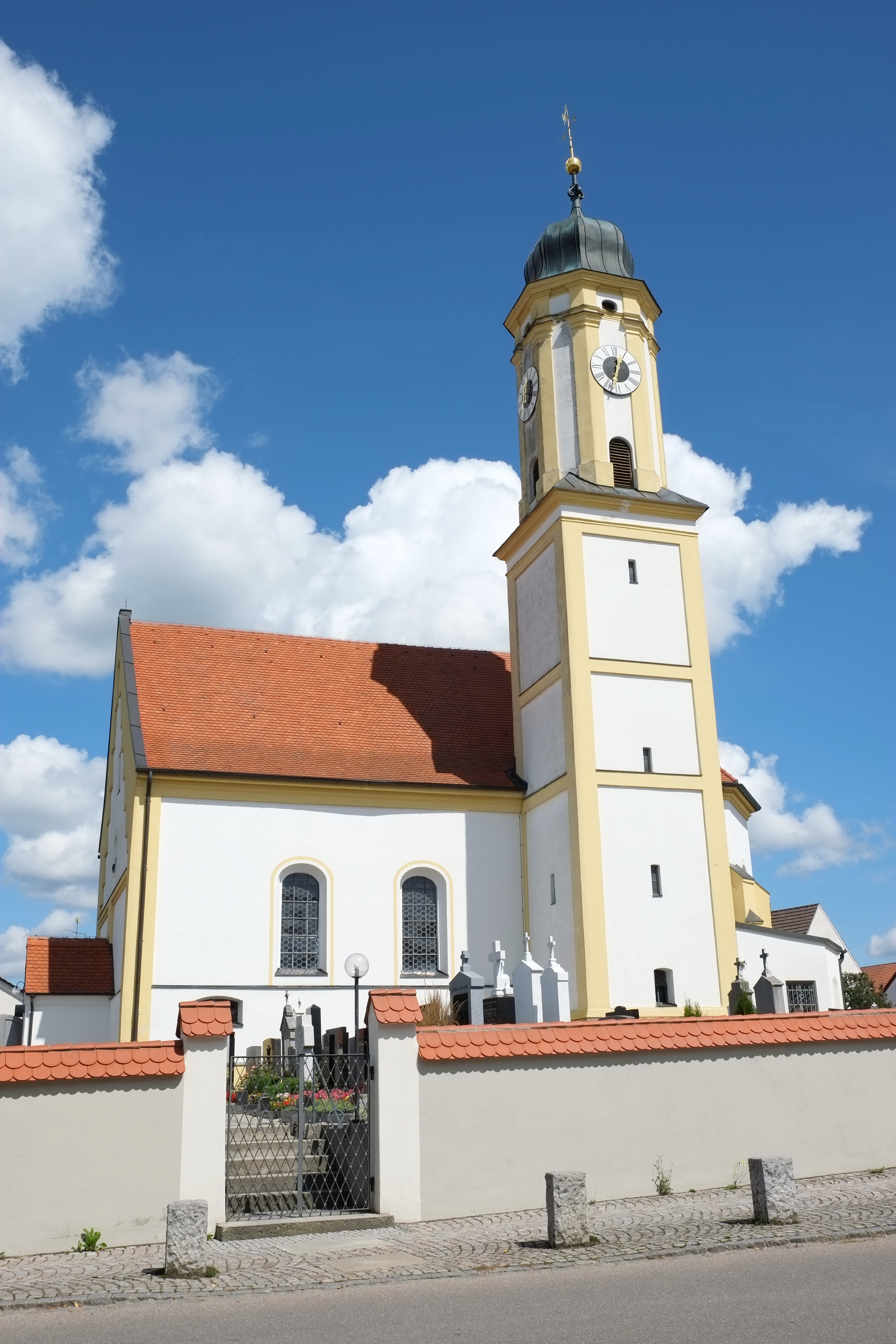
St. Peter und Paul in Sielenbach

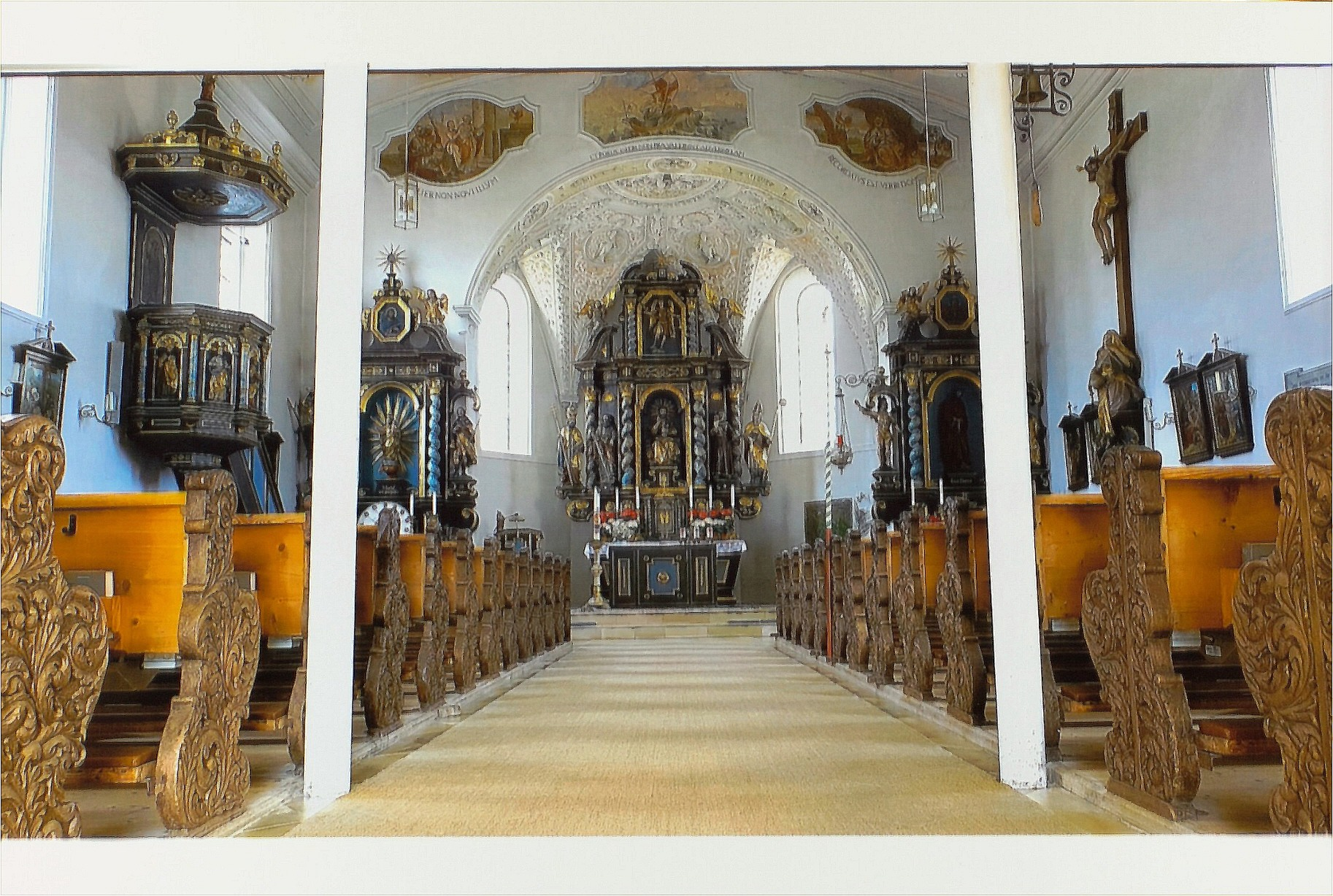
Innenansicht

Die römisch-katholische Pfarrkirche St. Peter und Paul steht in Sielenbach, einer Gemeinde im schwäbischen Landkreis Aichach-Friedberg von Bayern. Das Bauwerk ist in der Liste der Baudenkmäler in Sielenbach als Baudenkmal unter der Nr. D-7-71-165-1 eingetragen. Die Kirche gehört zum Dekanat Dachau im Erzbistum München und Freising.

## Beschreibung
Die im Kern spätgotische Saalkirche wurde 1730/31 im Langhaus und bereits 1716 im Chor barock umgestaltet. Der eingezogene Chor endet im Osten mit einem Fünfachtelschluss. Der 1770 eingestürzte Kirchturm an der Südwand des Langhauses wurde vermutlich nach Plänen von Joseph Singer wieder aufgebaut. Er erhielt ein Geschoss mit Pilastern an den acht Ecken, das die Turmuhr und den Glockenstuhl enthält, und eine abschließende Zwiebelhaube.
Der Innenraum des Langhauses ist mit einem Tonnengewölbe überspannt. In ihn wurden 1731/32 Fresken über das Leben des Simon Petrus eingebracht. Der Hochaltar wurde 1716 aufgestellt, die Sielenbacher Kanzel um 1730.